# Pan de riñón

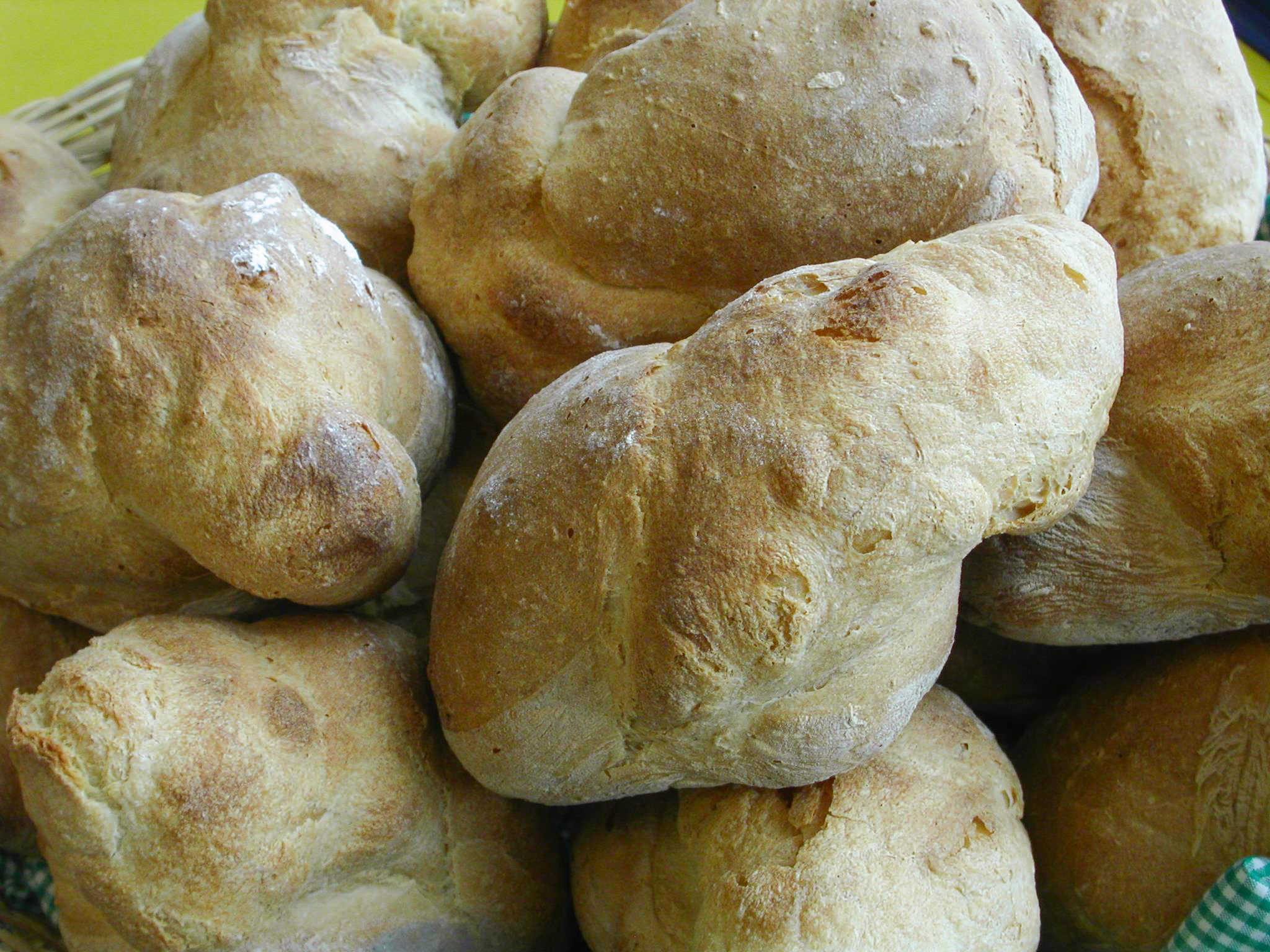
Panes de riñón borgenses.

El pa de ronyó (‘pan de riñón’) es un pan blanco tradicional de la comarca catalana de Las Garrigas, en España. Antiguamente era también llamado pan petit (‘pan pequeño’), por su tamaño, y se origina en las poblaciones de Cerviá de las Garrigas y en la capital comarcal, Borjas Blancas. Hoy en día se encuentra en panaderías de todo el Poniente catalán.
Este pan de producción artesanal se caracteriza por su forma irregular, corteza fina y miga compacta pero de gran alveolatura. No es un pan que se greñe, por lo que durante la cocción acaba reventando por alguno de sus lados, provocándole sus características protuberancias. El pan de riñón se cuece en hornos de leña a llama viva. Es un pan que se asienta en un par de días, y una vez duro sirve para hacer sopas de pan con tomillo y huevo escalfado. El pan de riñón está camino de la Indicación Geográfica Protegida (IGP), gracias al impulso del Ayuntamiento de Borjas.

## Elaboración
La masa contiene harina, agua, levadura y sal. El amasado es la única fase de la elaboración que se puede mecanizar, todo el resto del proceso es manual. Su fermentación es corta. Una vez amasado y reposado, se le da la forma de «Viena» y se corta por la mitad haciendo reposar sobre el mostrador la parte cortada con una ligera enharinada. Se pone en el horno de leña, donde pequeñas ramas de pino u olivo arden con un fuego bastante vivo. Este fuego permitirá el cierre del «riñón». El horno usado es el llamado «moruno», que contiene en un lateral toda la leña, que al quemar da la temperatura adecuada para su funcionamiento. De esa forma asegura la llama necesaria para la cocción del pan. El horno debe permanecer todo el proceso abierto junto a la tirada, para que el pan no se queme por encima y quede uniformemente cocido por todos los lados. El resultado es un pan de forma irregular, con algunas protuberancias, con corteza fina y una miga esponjosa y gran alveolatura.